# 22-я отдельная авиационная эскадрилья ВВС Балтийского флота
22-я отдельная авиационная эскадрилья ВВС Балтийского флота — воинское подразделение вооружённых сил  СССР в Великой Отечественной войне.

## История
На вооружении эскадрильи к началу войны состояли самолёты Че-2, базировалась в Вейно, входя в состав 15-го авиационного полка ВВС КБФ
В составе действующей армии во время ВОВ c 22 июня 1941 по 20 октября 1941 года.
C начала войны эскадрилья участвует в боевых действиях, в основном производила разведку Балтийского моря, в частности Финского залива. Более подробных данных о боевом пути эскадрильи не имеется.
С 22 по 27 сентября 1941 года эскадрилья в составе 7 Че-2 передана на Северный флот, где вошла в состав 118-го морского ближнеразведывательного авиационного полка ВВС Северного флота
В составе Балтийского флота официально расформирована 20 октября 1941 года.

## Полное наименование
22-я отдельная авиационная эскадрилья ВВС Балтийского флота

## Подчинение
| Дата            | Флот            | Армия | Корпус | Полк                                        | Примечания |
| --------------- | --------------- | ----- | ------ | ------------------------------------------- | ---------- |
| 22.06.1941 года | Балтийский флот | -     | -      | 15-й авиационный полк ВВС Балтийского флота | -          |
| 01.07.1941 года | Балтийский флот | -     | -      | 15-й авиационный полк ВВС Балтийского флота | -          |
| 10.07.1941 года | Балтийский флот | -     | -      | 15-й авиационный полк ВВС Балтийского флота | -          |
| 01.08.1941 года | Балтийский флот | -     | -      | 15-й авиационный полк ВВС Балтийского флота | -          |
| 01.09.1941 года | Балтийский флот | -     | -      | 15-й авиационный полк ВВС Балтийского флота | -          |
| 01.10.1941 года | Балтийский флот | -     | -      | 15-й авиационный полк ВВС Балтийского флота | -          |